# Derek Luke

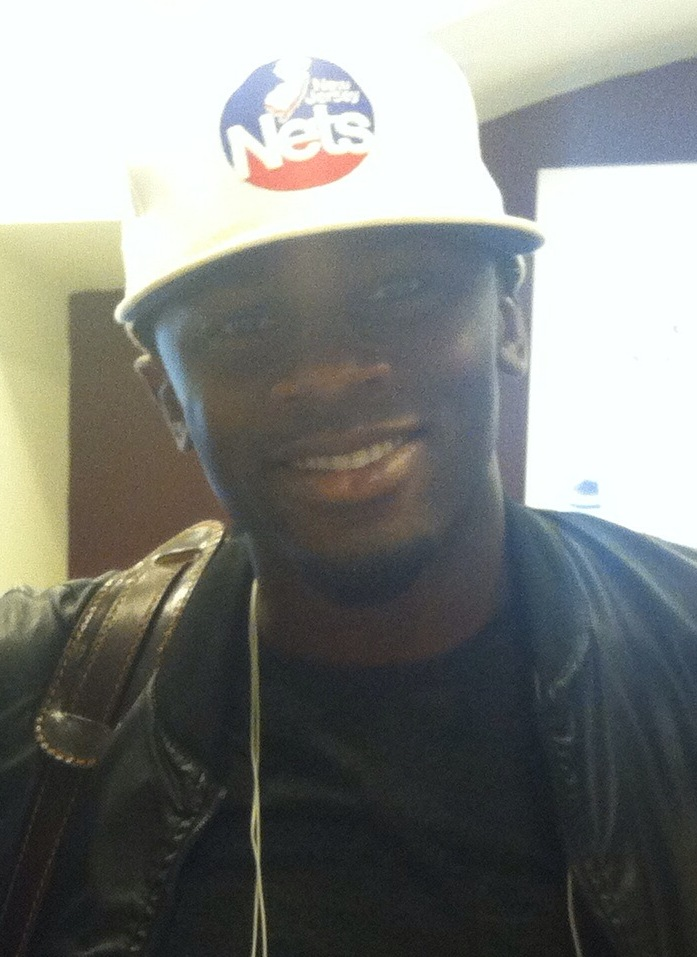
Derek Luke (2013)

Derek Luke (* 24. April 1974 in Linden, New Jersey) ist ein US-amerikanischer Schauspieler.

## Leben und Leistungen
Luke debütierte 1999 in einer Folge der Fernsehserie King of Queens. Im Jahr 2002 spielte er im Filmdrama Antwone Fisher die Hauptrolle von Antwone Fisher, einem Matrosen der US Navy, der von Dr. Jerome Davenport (Denzel Washington) therapiert wird. Für diese Rolle gewann er im Jahr 2002 den National Board of Review Award sowie im Jahr 2003 den Independent Spirit Award und zweimal den Black Reel Award. Er wurde 2003 für den Teen Choice Award, den MTV Movie Award, den Online Film Critics Society Award und den Chicago Film Critics Association Award nominiert.
Im Actionfilm Biker Boyz übernahm Luke neben Laurence Fishburne eine der Hauptrollen. Im Thriller Spartan von David Mamet spielte er eine der größeren Rollen. Für die Rolle im Film Catch a Fire, in dem er neben Tim Robbins spielte, wurde er 2006 für den Satellite Award und 2007 für den Black Reel Award nominiert. Von 2009 bis 2010 war er in einer Hauptrolle in der US-amerikanischen Fernsehserie Trauma zu sehen. Es folgten größere Nebenrollen in Filmen wie Captain America – The First Avenger und Auf der Suche nach einem Freund fürs Ende der Welt.
2018 wurde er in die Academy of Motion Picture Arts and Sciences berufen, die jährlich die Oscars vergibt.
Derek Luke ist seit dem Jahr 1998 mit der Schauspielerin Sophia Adella Hernandez verheiratet.

## Filmografie (Auswahl)
- 1999, 2000: King of Queens (The King of Queens, Fernsehserie, 2 Folgen, verschiedene Rollen)
- 2002: Antwone Fisher
- 2003: Pieces of April – Ein Tag mit April Burns (Pieces of April)
- 2003: Biker Boyz
- 2004: Spartan
- 2004: Friday Night Lights – Touchdown am Freitag (Friday Night Lights)
- 2006: Spiel auf Sieg (Glory Road)
- 2006: Catch a Fire
- 2007: Von Löwen und Lämmern (Lions for Lambs)
- 2008: Buffalo Soldiers ’44 – Das Wunder von St. Anna (Miracle at St. Anna)
- 2008: Vielleicht, vielleicht auch nicht (Definitely, Maybe)
- 2009: Notorious B.I.G.
- 2009: Madea Goes to Jail
- 2009–2010: Trauma (Fernsehserie, 20 Folgen)
- 2011: Captain America: The First Avenger
- 2012: Auf der Suche nach einem Freund fürs Ende der Welt (Seeking a Friend for the End of the World)
- 2012: Sparkle
- 2013: The Americans (Fernsehserie, 3 Folgen)
- 2014: Liebe im Gepäck (Baggage Claim)
- 2015: Empire (Fernsehserie, 5 Folgen)
- 2015: Selfless – Der Fremde in mir (Self/less)
- 2015: Rogue (Fernsehserie, 9 Folgen)
- 2016: Roots (Fernsehserie)
- 2017–2019: Tote Mädchen lügen nicht (13 Reasons Why, Fernsehserie, 27 Folgen)
- 2022: Allein mit dir (Alone Together)
- 2022: Darby and the Dead